# 稲村隆正
稲村 隆正（いなむら たかまさ、1923年2月22日 - 1989年8月8日）は日本の写真家。

## 経歴・人物
1923年（大正12年）東京に生まれた。
早稲田大学政治経済学部卒業。在学中に、慶應義塾大学にいた三木淳から名取洋之助のローライによる写真術の素晴らしさを吹き込まれ、コンタックスやライカよりローライに憧れていたという。
第二次世界大戦終戦後の1947年、名取洋之助が指導的立場にあったサンニュースフォトスに入社した。
収入が少なく自分のカメラが買えず、スピードグラフィック、コンタックス、ローライなど会社のカメラで仕事をしていたが、名取洋之助に自分のカメラを持つことの大切さを説かれてローライフレックススタンダードを購入した。
JPS、APAの会員であった。